# Wacław Komar

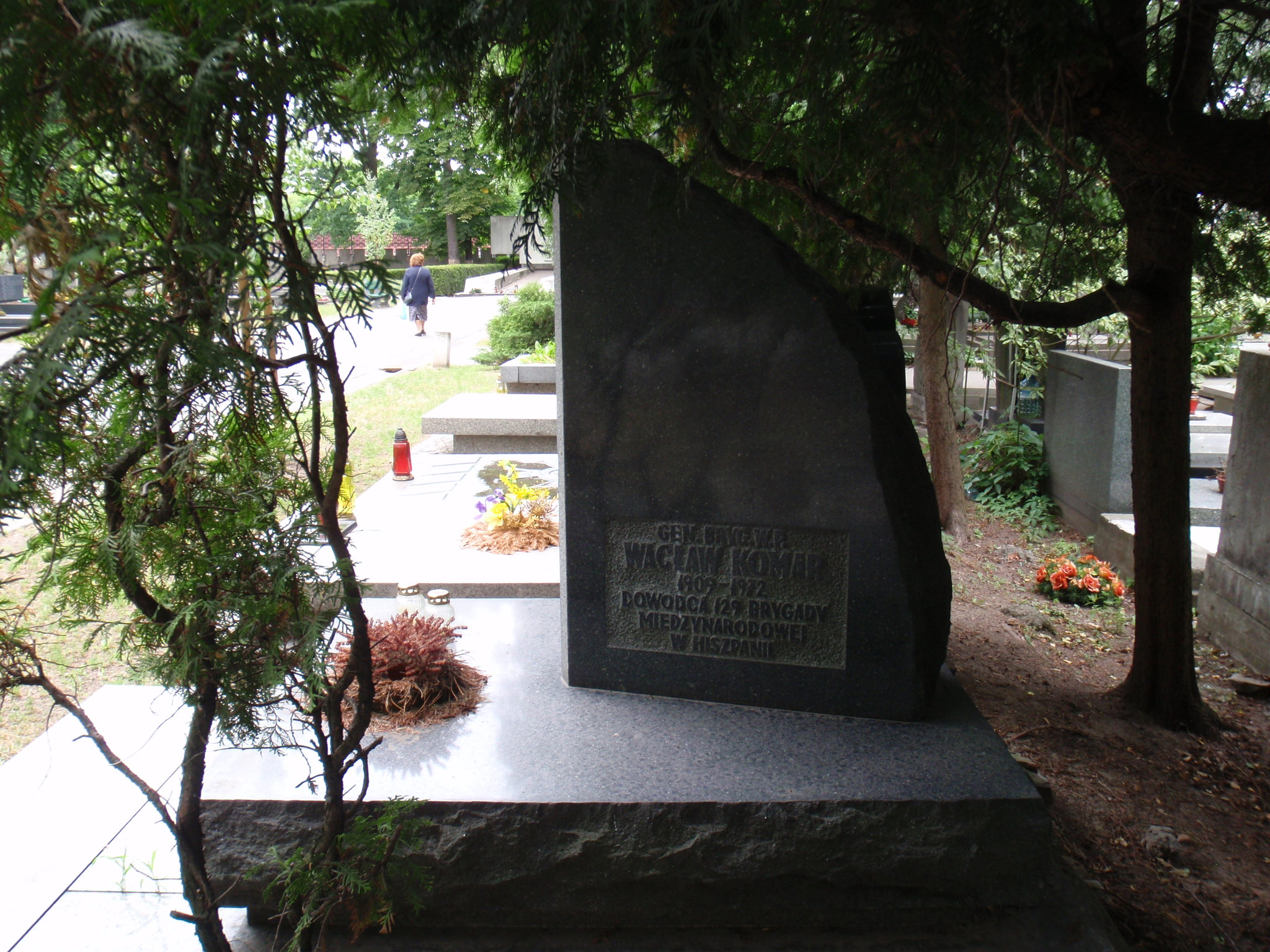
Grób Wacława Komara na cmentarzu Wojskowym na Powązkach w Warszawie

Wacław Komar, właśc. Mendel Kossoj, ps. Kucyk, Morski, Herbut, Nestor, Cygan (ur. 4 maja 1909 w Warszawie, zm. 26 stycznia 1972 tamże) – generał brygady ludowego Wojska Polskiego, szef Oddziału II Sztabu Generalnego i wywiadu cywilnego Ministerstwa Bezpieczeństwa Publicznego oraz dowódca Korpusu Bezpieczeństwa Wewnętrznego.

## Życiorys
Urodził się w żydowskiej rodzinie Dawida (Dymitra, 1883–1956) i Fejgi (Felicji, 1884–1965). W 1924 został członkiem Ha-Szomer Ha-Cair. W 1925 wstąpił do Komunistycznego Związku Młodzieży Polski. Był sekretarzem komitetu dzielnicowego KZMP Mokotów i Praga. Od 1926 należał również do Komunistycznej Partii Polski. W czerwcu 1927 wyjechał do ZSRR. Szkolił się na kursach dywersyjnych Armii Czerwonej, potem skierowany do OGPU/NKWD. Wstąpił do WKP(b). W latach 1930–1931 pracował w moskiewskim Komitecie Wykonawczym Komunistycznej Międzynarodówki Młodzieży, gdzie był sekretarzem Komisji Antywojennej. Następnie wyjechał do Niemiec, gdzie przebywał do 1932. Pracował jako kierownik Wydziału Antywojennego Komitetu Centralnego Komunistycznego Związku Młodzieży Niemiec w Berlinie. W 1933 przyjechał do Polski, gdzie pracował w Komitecie Centralnym KZMP. W latach 1934–1936 pracował w Sekretariacie Krajowym KC Komunistycznej Partii Zachodniej Ukrainy (KPZU).
W 1936 wyjechał do Hiszpanii, gdzie wstąpił do Brygad Międzynarodowych, w których szeregach wziął udział w hiszpańskiej wojnie domowej. Został dowódcą kompanii, a następnie batalionu w Brygadzie im. Jarosława Dąbrowskiego. Później mianowany szefem wywiadu brygady. Walczył m.in. pod Guadalajarą, Saragossą, nad Ebro i w obronie Madrytu. Był trzykrotnie ranny. Wstąpił także do Komunistycznej Partii Hiszpanii. Po zakończeniu wojny domowej wyjechał do Francji. Jesienią 1939 wstąpił do Wojska Polskiego we Francji. Walczył w kampanii francuskiej, w trakcie której dostał się do niemieckiej niewoli. Przebywał w niej do kwietnia 1945. Następnie pozostał we Francji, gdzie w czerwcu 1945 objął stanowisko zastępcy szefa tamtejszej Polskiej Misji Wojskowej.
W grudniu 1945 powrócił do kraju. Objął stanowisko szefa Oddziału II Sztabu Generalnego. Od czerwca 1947 łączył obowiązki szefa wywiadu wojskowego z funkcją naczelnika Wydziału II Samodzielnego Ministerstwa Bezpieczeństwa Publicznego. Od 17 lipca 1947 dodatkowo pełnił funkcję dyrektora Departamentu VII Ministerstwa Bezpieczeństwa Publicznego. W 1946 awansowany do stopnia generała brygady. Po II plenum Komitetu Centralnego PZPR, na którym usunięto z KC m.in. Władysława Gomułkę i Mariana Spychalskiego, 5 czerwca 1950 Wacław Komar został odwołany ze stanowiska dyrektora departamentu, a następnie ze stanowiska szefa Oddziału II Sztabu Generalnego WP. W wywiadzie przeprowadzono czystkę, usuwając z niego pracowników bliskich Komarowi, głównie pochodzenia żydowskiego i weteranów walk w Hiszpanii. 6 lipca 1951 został Głównym Kwatermistrzem Wojska Polskiego.
W latach 1945–1948 członek Polskiej Partii Robotniczej. W 1948 wstąpił do Polskiej Zjednoczonej Partii Robotniczej. Delegat na I Zjazd PZPR.

11 listopada 1952 aresztowany i w śledztwie poddany torturom w celu wymuszenia zeznań obciążających Gomułkę i Spychalskiego. Śledztwo przeciwko niemu zostało umorzone na skutek decyzji podjętej przez Biuro Polityczne 17 grudnia 1954. 23 grudnia 1954 został zwolniony z aresztu Informacji Wojskowej. W latach 1955–1956 był dyrektorem Fabryki „Spefika” na Służewcu i Warszawskich Zakładów Fotochemicznych „Foton” na Woli. 24 sierpnia 1956 stanął na czele Korpusu Bezpieczeństwa Wewnętrznego (od 24 sierpnia 1956 do lipca 1959 pełnił obowiązki dowódcy Korpusu Bezpieczeństwa Wewnętrznego). W październiku 1956, w czasie odbywającego się w Warszawie VIII Plenum Komitetu Centralnego PZPR, dowodząc oddziałami  KBW, podjął działania zmierzające do przeciwstawienia się jednostkom Północnej Grupy Wojsk Armii Radzieckiej i Wojska Polskiego, przemieszczającym się w kierunku stolicy.
10 czerwca 1960 został dyrektorem generalnym w Ministerstwie Spraw Wewnętrznych. Został odwołany z tego stanowiska 15 lutego 1968 w ramach antyrewizjonistycznych i antysemickich czystek. Został następnie objęty obserwacją Służby Bezpieczeństwa w związku z podejrzeniami o inspirację tzw. wydarzeń marcowych.
Został pochowany z honorami 31 stycznia 1972 na cmentarzu Wojskowym na Powązkach w Warszawie (kwatera B 2-Tuje-16). W imieniu Krajowej Komisji Dąbrowszczaków przy ZG ZBoWiD przemówienie wygłosił wicepremier Eugeniusz Szyr, a w imieniu Komitetu Centralnego Komunistycznej Partii Hiszpanii członek jej władz Ariaga Serafin.

## Ordery i odznaczenia
- Order Sztandaru Pracy I klasy
- Krzyż Komandorski z Gwiazdą Orderu Odrodzenia Polski
- Krzyż Komandorski Orderu Odrodzenia Polski
- Order Krzyża Grunwaldu III klasy
- Krzyż Złoty Orderu Wojennego Virtuti Militari (16 lipca 1946)[18]
- Złoty Krzyż Zasługi
- Medal „Za waszą wolność i naszą”
- Medal Zwycięstwa i Wolności 1945
- Srebrny Medal „Siły Zbrojne w Służbie Ojczyzny”
- Odznaka 1000-lecia Państwa Polskiego
- Złote Odznaczenie im. Janka Krasickiego (1966)[19]
- Złota odznaka honorowa „Za Zasługi dla Warszawy” (1966)[20]
- Order Lwa Białego (Czechosłowacja)
- Order Słowackiego Powstania Narodowego (Czechosłowacja)
- Krzyż Wolności (Czechosłowacja)
- Dukielski Medal Pamiątkowy (Czechosłowacja)
- Medal „20 rocznicy Walk w Hiszpanii” (Jugosławia)
- Medal Hansa Beimlera (NRD)
- Medal Garibaldiego (Włochy)

## Życie prywatne
Mieszkał w Warszawie. Był żonaty z Marią Sokołowską (właśc. Riva Cukierman, 1917–2014). Miał córkę Krystynę (1936–1990) oraz syna Michała Komara (ur. 1946), pisarza i publicystę. 